# Крах (телесериал)
«Крах» (англ. The Fall) — британско-ирландский криминальный телевизионный сериал, снятый режиссёром Алланом Кабиттом, спродюсированный Artists Studio. Сериал был впервые показан на телеканале RTÉ One 13 мая 2013 года в Ирландии и на канале BBC Two в Великобритании 13 мая 2013 года. Главные роли исполняют Джиллиан Андерсон и Джейми Дорнан.

## Сюжет
Действие разворачивается в городе Белфаст в Северной Ирландии. Местное население здесь терроризирует серийный убийца, и городская полиция никак не может вычислить этого маньяка. Детектив Стелла Гибсон берется разобраться в этом загадочном мрачном деле.

## В ролях
- Стелла Гибсон (Джиллиан Андерсон) — высокопоставленный полицейский службы столичной полиции и суперинтендант. Была нанята PSNI на 28-дневный обзор расследования убийств, который быстро перерастает в охоту за серийным убийцей.
- Пол Спектор (Джейми Дорнан) — серийный убийца, психолог из Белфаста, отец двух маленьких детей. Женат на медсестре Салли-Энн и имеет крепкую дружбу с Кейти Бенедетто. После встречи с Джеймсом Тайлером Спектора арестовывают и, сотрудничая с офицерами, в него стреляют на месте преступления. После того, как он выжил после травм, Спектор утверждает, что потерял шесть лет памяти.
- Джим Бёрнс (Джон Линч) — помощник главного констебля. Был роман со Стеллой. Несмотря на то, что он женат, чувства к ней до сих пор не остыли. В финале сериала уходит в отставку.
- Кейти Бенедетто (Эшлинг Франчози) — 15-летняя школьница, работает няней. Во втором сезоне сближается с Полом.
- Салли-Энн Спектор (Бронан Вон) — медсестра и жена Пола Спектора. Глубоко ему предана, хотя немного побаивается его характера. Она мать двоих детей, которая не знает о тёмной стороне мужа. После подозрения в измене Пола с Кейти они расстаются, но позже мирятся и сбегают в Шотландию. После возвращения во втором сезоне оказывается, что она беременна, но у неё случается выкидыш. После её ареста за помощь преступнику она пытается убить своих детей.
- Дэниэль Феррингтон (Ниам Макгрейди) — полицейский констебль. После связи с Сарой Кей, Гибсон вербует её для работы в деле «Музыканта». Она опытный исследователь и оказывается бесценным членом команды. Она открыто говорит о своей гомосексуальности. Развивает как профессиональную, так и романтическую связь со Стеллой. Позже она возвращается в патруль, полагая, что она может улучшить ситуацию на улице. Именно в этом качестве она участвует в перестрелке со Спектором.
- Мэттью Иствуд (Стюарт Грэхем) — старший детектив и давний офицер PSNI. Его основная задача — расследовать жалобы о коррупции в PSNI. Помимо того, что он является следователем по вопросам коррупции, он также обучается уголовным расследованиям. Во втором сезоне становится заместителем Стеллы.
- Гейл Макнелли (Брона Таггарт) — детектив, которая была назначена для проведения дела о «Музыканте». Напарница Мартина.
- Роуз Стэгг (Валин Кейн) — женщина, которая имела сексуальные отношения с Полом, находясь в университете. В одну ночь он пытался её задушить. Когда «Белфастский душитель» обращает на себя внимание общественности, Стэгг рассказывает о его сходстве своей близкой подруге Рид Смит. Была похищена Полом и держалась у него в плену.
- Глен Мартин (Эммет Джей Скэнлэн) — способный детектив, который несерьёзно относится к своей работе. Он бесценный член команды Гибсон. Работает с Гейл и всячески её защищает.
- Профессор Рид Смит (Арчи Панджаби) — уважаемая медицинская работница и старший патологоанатом, назначенная на дело «Музыканта». Развивает профессиональную и романтическую связь со Стеллой.
- Рик Тёрнер (Ричард Клементс) — детектив-констебль.
- Том Андерсон (Колин Морган) — детектив, которого Стелла пригласила вступить в её команду.
- Энни Броули (Карен Хассан) — жертва нападения Спектора, в результате которого погиб её брат.
- Том Стэгг (Джонджо О’Нил) — муж Роуз и близкий друг профессора Рид Смит. Он не знает об отношениях своей жены и Пола. Отец двоих детей.
- Нед Кэллан (Ник Ли) — журналист, проявляющий интерес к расследованию Гибсон.
- Джеймс «Джейми» Тайлер (Брайан Миллиган) — гангстер, сын которого умер в детстве от менингита. Тайлер входит в состав банды, которая несёт ответственность за смерть Джеймса Олсена. Охотился на Пола из-за предполагаемой измены жены. Был убит офицерами.
- Лиз Тайлер (Шейнин Бреннан) — скорбящая мать, которую консультировал Спектор после смерти маленького сына. Они развивают тесную связь, в результате чего Пол сильно рискует, когда пытается её защитить. Чувствуя себя непривлекательной, она лжёт о сексуальной связи с Полом, в результате чего её муж начинает на него охоту.
- Джеймс Олсен (Бен Пил) — молодой сержант, который имел сексуальную связь с Гибсон. Был застрелен неизвестными членами банды. До своей смерти был женат и имел одного ребёнка. Позднее был связан с коррупционным скандалом PSNI. После его смерти Стелла начинает видеть его во сне, подразумевая, что его убийство оказало на неё огромное психологическое воздействие. В третьем сезоне отмечается, что его убийство остается нераскрытым.
- Морган Монро (Иэн Макэлхинни) — председатель наблюдательного совета PSNI. Монро обладает большим контролем над полицейскими силами и, в частности, Джимми Бернсом. Он свёкор одной из жертв Спектора, хотя первоначально он полагал, что его собственный сын ответственен за убийство. Он связан с коррупционным скандалом PSNI, который Стелла раскрывает в ходе своего расследования.
- Шон Хили (Эйдан Макардл) — адвокат Спектора.
- Уоллес (Рут Брэдли) — адвокат Спектора. Изначально демонстрирует сильную поддержку в желании Хили освободить Спектора, но позже меняет свое мнение после нападения на Гибсон. Она также понимает, что из-за желания поступать правильно она не может защищать преступника.
- Роб Бридлов (Майкл Макэлхаттон) — детектив, напарник сержанта Джеймса Олсена. После встречи со Стеллой совершает самоубийство. Его смерть знаменует собой начало стремления Гибсон раскрыть коррупцию в PSNI.
- Гарретт Бринк (Фрэнк Маккаскер) — старший детектив-инспектор, ветеран. Он специализированный специалист, но больше озабочен политикой полицейской деятельности, чем самой полицейской деятельностью.
- Кира Шеридан (Эйслинг Беа) — медсестра интенсивной терапии, работающая в больнице Белфаста. Во время третьего сезона она отвечает за лечение Спектора, где они развивают связь. После освобождения Пола из больницы их общение прекращается.
- Патрик Спенсер (Бэрри Уорд) — врач интенсивной терапии.
- Август Ларсон (Кристер Хенрикссон) — психолог, оставленный PSNI, чтобы проверить компетенцию Спектора. На протяжении всего своего времени со Спектором, Ларсон также развивает сильную дружбу с Гибсон, изучая её психологию с помощью различных телефонных звонков и процедурных встреч.
- Сара Кей (Лора Доннелли) — молодой адвокат. После её убийства, Феррингтон винит в этом себя, однако именно её смерть позволяет Стелле связывать предыдущие преступления вместе и установить преступника.
- Джо О’Доннелл (Ричард Койл) — врач скорой помощи, который отвечает за непосредственное лечение и контроль над Спектором. У него есть пять детей в возрасте от семи месяцев до двенадцати лет.
- Элисон Уолден (Дениз Гоф) — консультант-нейропсихолог, который работает со Спектором.
- Питер Дженсен (Шон Макгинли) — был священником, пока не был признан виновным в изнасиловании многочисленных молодых мальчиков из хора. Он пытается искупить свою вину перед Богом, хотя у него это плохо выходит. Во время расследования Бернс и Гибсон узнали, что Пол Спектор был членом его конгрегации. Во втором сезоне Дженсен утверждает, что он не приставал к Полу. Но позже становится известно, что Пол был «любимцем» Дженсена, который подвергался ежедневному насилию в течение года.
- Джоан Кинкед (Женевьев О’Райли) — старший детектив-инспектор, назначенный для проверки Спектора.
- Дэвид Алварез (Мартин Макканн) — друг детства Спектора.

## Сезоны
| Сезон | Сезон | Эпизоды | Оригинальная дата показа | Оригинальная дата показа |
| Сезон | Сезон | Эпизоды | Премьера сезона          | Финал сезона             |
| ----- | ----- | ------- | ------------------------ | ------------------------ |
|       | 1     | 5       | 12 мая 2013              | 9 июня 2013              |
|       | 2     | 6       | 9 ноября 2014            | 13 декабря 2014          |
|       | 3     | 6       | 25 сентября 2016         | 28 октября 2016          |

## Производство

### Первый сезон
3 февраля 2012 года телеканал BBC Two заказал пять эпизодов телесериала «Крах». Сценарий к телесериалу был написан Алланом Кабиттом, спродюсирована для BBC Two Artists Studio и BBC Northern Ireland при финансировании Northern Ireland Screen и Европейского фонда регионального развития. Режиссёром первого сезона стал Якоб Вербрюгген. Премьера состоялась на телеканале RTÉ One 13 мая 2013 года в Ирландии и на канале BBC Two в Великобритании 13 мая 2013 года.

### Второй сезон
27 мая 2013 года BBC Two продлил телесериал на второй сезон. 21 октября 2013 года было объявлено, что Якоб Вербрюгген не будет режиссировать второй сезон. Вместо него на эту роль был выбран Аллан Кабитт. Съёмки второго сезона продолжались с февраля до июня 2014 года. Премьера состоялась на телеканале RTÉ One 9 ноября 2014 года в Ирландии и на канале BBC Two в Великобритании 13 ноября 2014 года.

### Третий сезон
В марте 2015 года телесериал был продлён на третий сезон. Кабитт заявил, что этот сезон был задуман «в надежде на дальнейшее изучение персонажей и тем, кто лежат в основе [драмы]». Он также заявил, что уже предусмотрел, как закончится третий сезон телесериала. Съемки проходили в Белфасте в период с декабря 2015 года по апрель 2016 года. Премьера в Ирландии состоялась 25 сентября, а в Великобритании 29 сентября 2016 года.